# Boeing 747
Boeing 747 (även kallad Jumbojet, Queen of the skies eller 747) är ett trafikflygplan som tillverkades av Boeing Commercial Airplanes mellan åren 1968 och 2023. Denna flygplansmodell var under nästan fyra decennier, före Airbus A380:s tillkomst, världens största passagerarflygplan. Boeing 747 har fyra motorer och kapacitet att ta cirka 440–550 passagerare med sin unika uppbyggnad, med ett mindre övre däck, ofta avsett för första klass, och ett större undre däck.
Flygplanstypen är, med sin operationsradie på cirka 13 570 kilometer, en marschfart på cirka 900 kilometer per timme och en standardflyghöjd på 9 000–10 000 meter, främst avsedd för interkontinentala flygningar. Vissa versioner kan till exempel flyga New York–Tokyo utan mellanlandning.
Totalt tillverkades det 1 574 stycken 747:or i olika utföranden sedan produktionsstarten 1969. I december 2022 rullade den sista 747 ut från fabriken i Everett i Washington, USA.

## Varianter

### 747-100
Den första versionen, 747-100, rullade ut från Boeing Everett Factory, Boeings fabrik i Everett, Washington den 2 september 1969. Den första 747-100:an i reguljär trafik, för Pan American World Airways, lyfte tidigt i januari 1970. På dessa tidiga modeller användes insprutning i motorerna med destillerat vatten vid start för att sänka temperaturen och minska slitaget på motorerna. Samma metod användes på 707-120.
747-100 kan identifieras genom att den bara har tre fönster på överdäcket, men undantag förekommer. Modellen finns även med ett förlängt överdäck, kallat SUD (Streched Upper Deck), vilket gör den nästan identisk med 747-300.
Många av 747-100:orna har fått förlängt liv genom att de konverterats till fraktflygplan och arbete pågår även att bygga om dem till brandsläckning.

### 747-200
747-200 introducerades 1971 och förbättrades under de efterföljande åren. Denna modell har längre operationsradie och större lastförmåga än 747-100. Oftast har överdäcket åtta fönster, men återigen förekommer variationer. Några av de tidiga -200 hade exempelvis endast tre fönster. Modellen tillverkades till 1991.
Varianter på denna modell är även 747-200C och -200F, avsedda för godstransport. -200F är en ren fraktmaskin medan -200C kan alterneras mellan frakt och passagerare. Ytterligare en modell, 747-200M, är en maskin som kan ta passagerare och gods samtidigt. Liksom -100 byggs ofta -200 om till fraktmaskiner när de tjänat ut som passagerarflygplan.

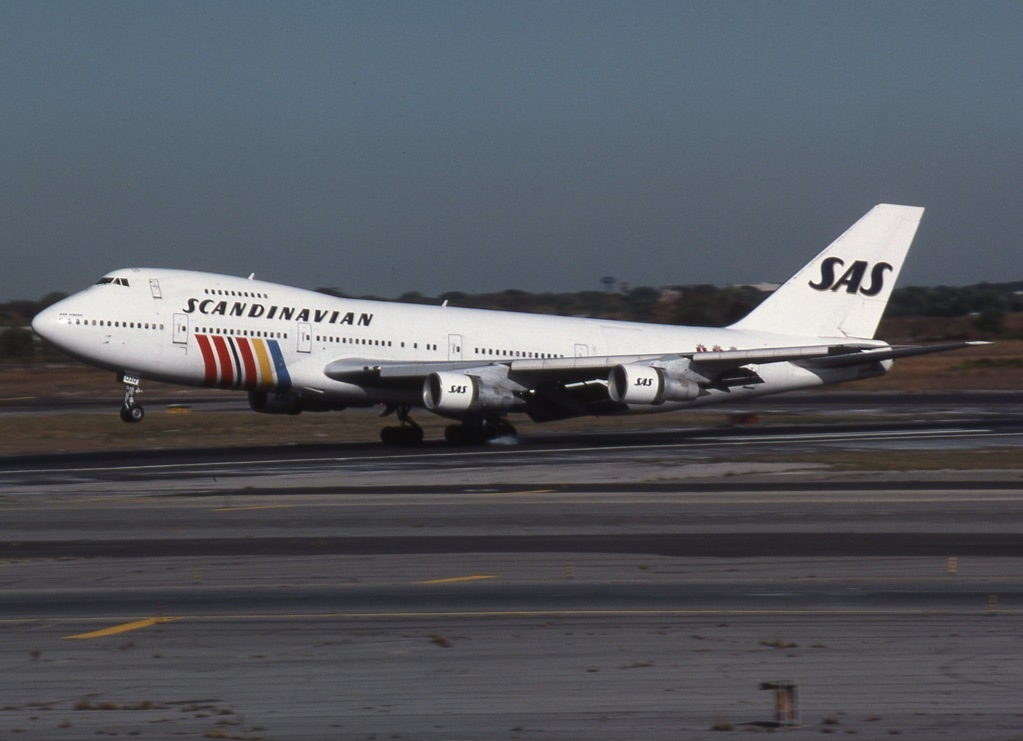
Ett Scandinavian Airlines System Boeing 747-200-plan på New York JFK Airport, 1984.

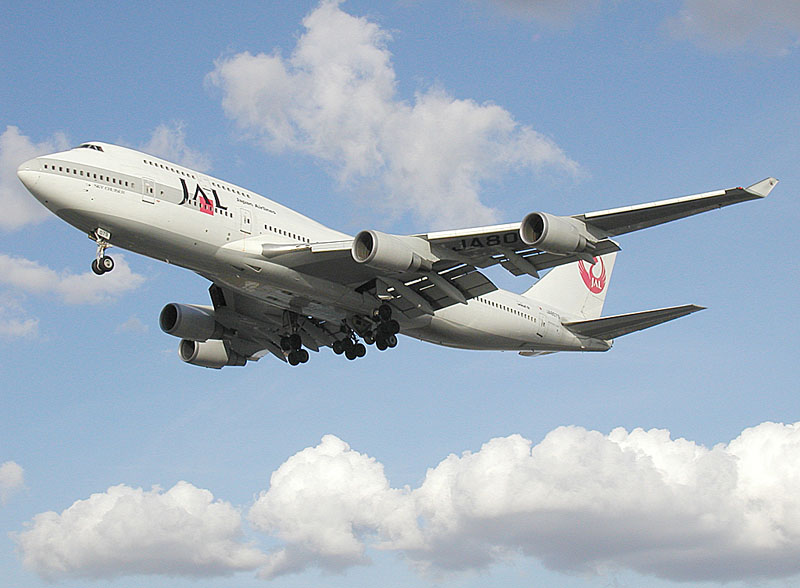
Boeing 747, Japan Airlines

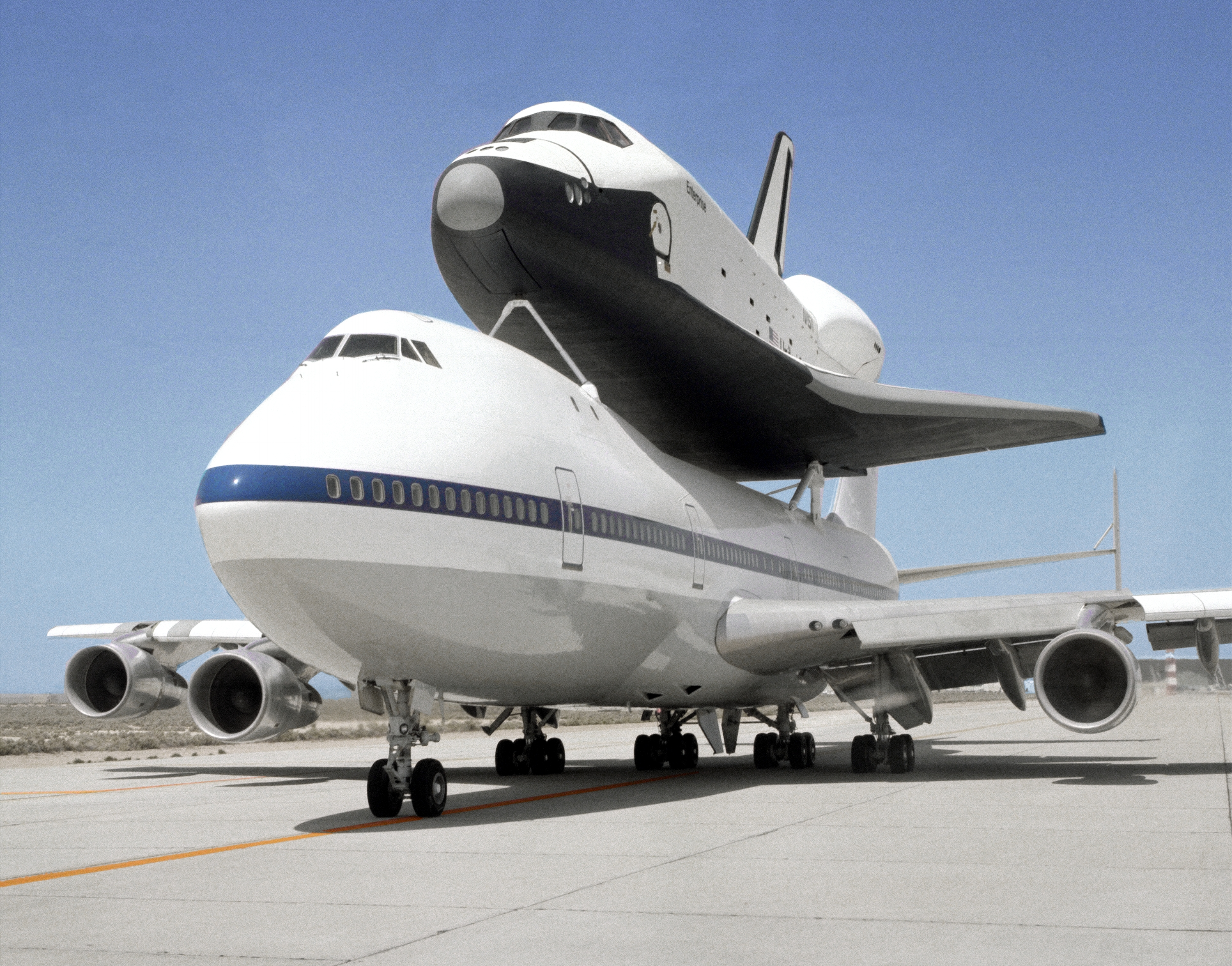
Boeing 747-100 nummer N905NA med rymdfärjan Enterprise monterad

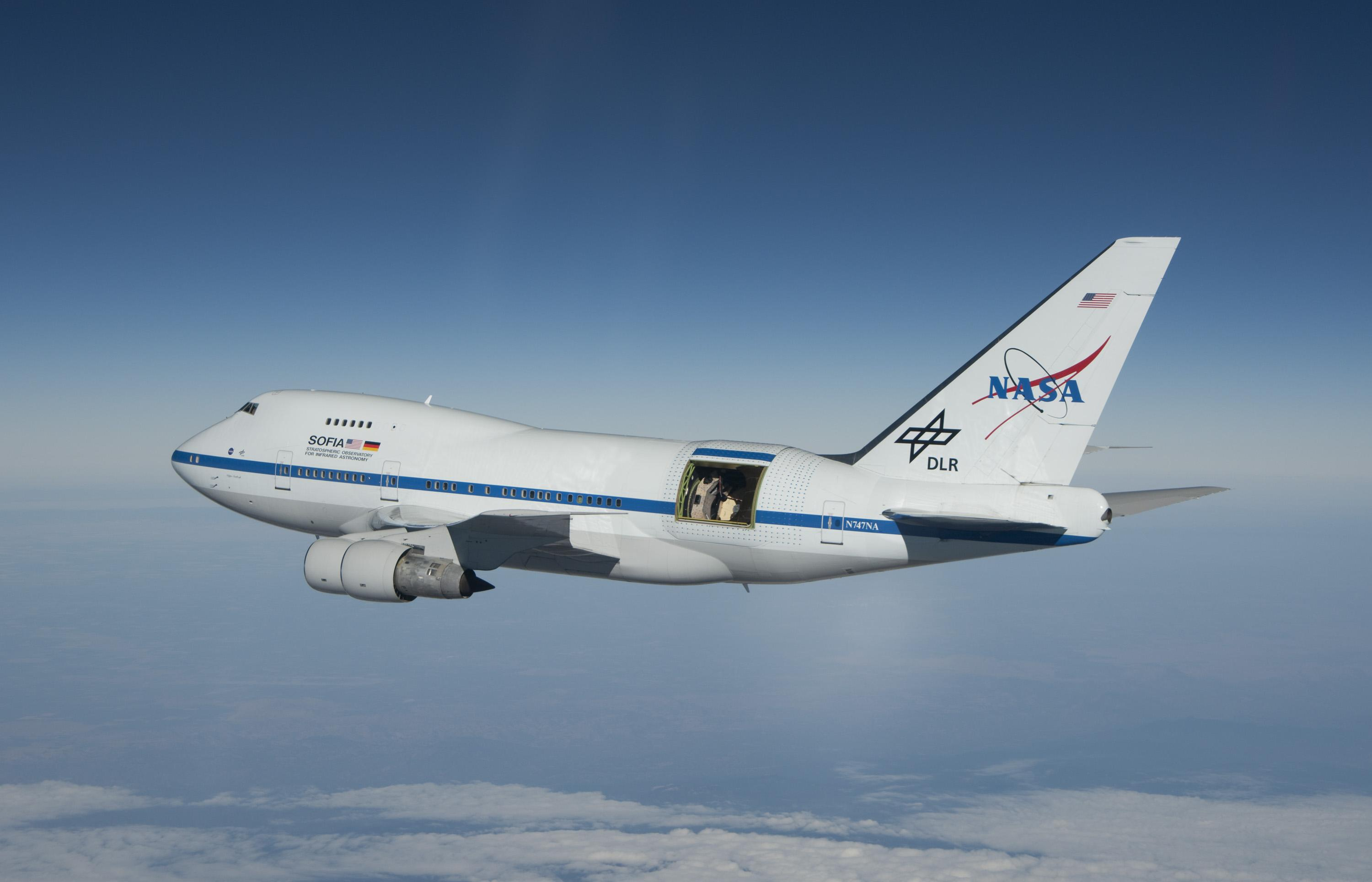
NASA:s Boeing 747SP med SOFIA

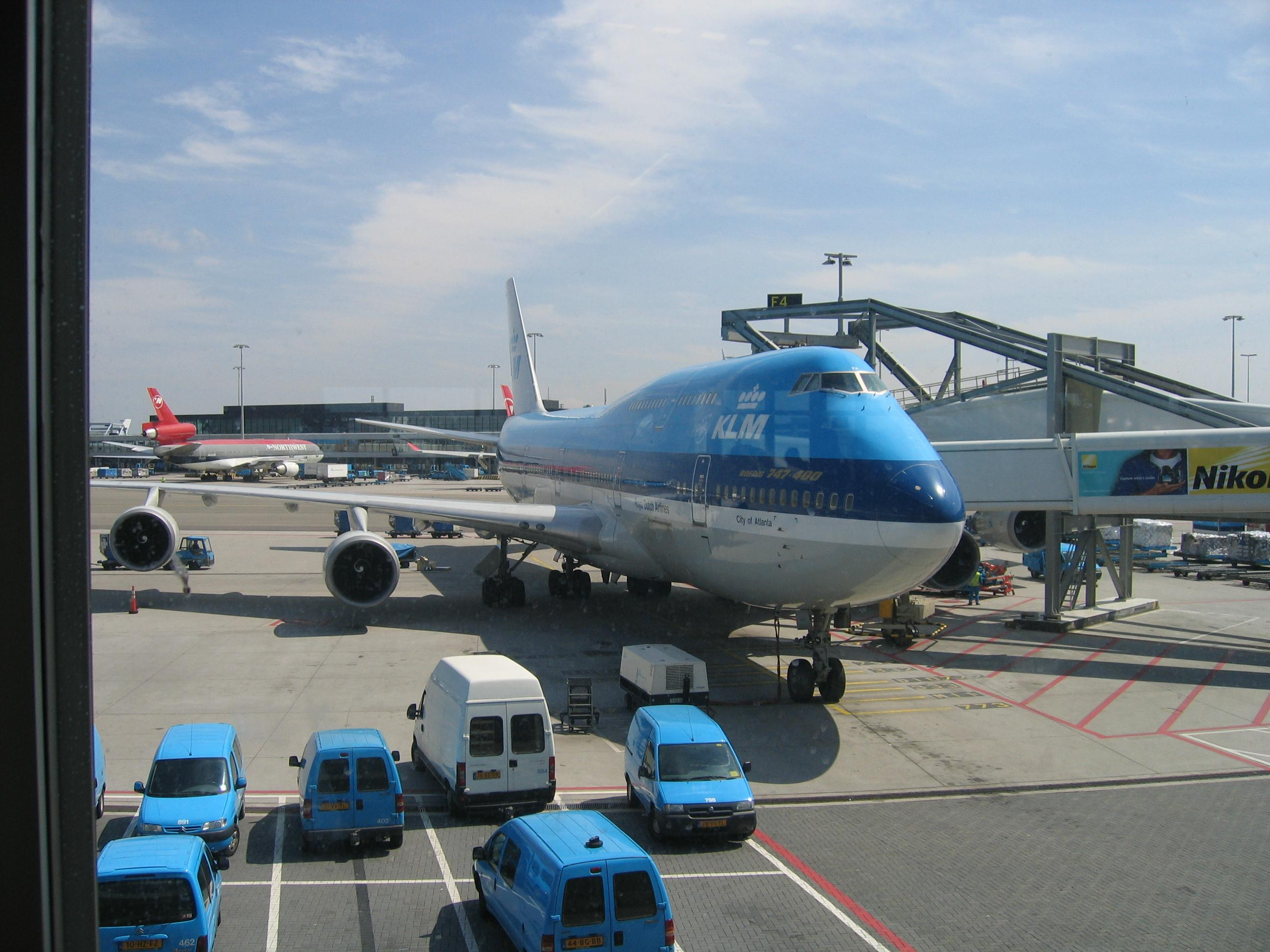
Boeing 747-400, KLM.

### 747SP
Den första Boeing 747SP (Special Performance) levererades 1976. Modellen togs fram för att konkurrera med Douglas DC-10 och Lockheed L-1011 Tristar. Den vanliga 747:an hade inte tillräcklig räckvidd för vissa linjer på den tiden; flera bolag eftersökte detta. Lösningen blev SP som förkortades framför/bakom vingen. På detta sätt fick man ned vikten, vilket innebar lägre bränsleförbrukning. Men man behöll huvudvingens storlek och form och hade därmed kvar den stora bränslemängden.
Modellen blev aldrig den framgång man räknat med, endast 45 stycken byggdes. De som fortfarande är i aktiv tjänst används av främst flygbolag i Mellanöstern och Afrika.
Bland andra Iran Air flyger med detta flygplan då de inte kan köpa nya B747 på grund av sanktioner. NASA och tyska Deutsches Zentrum für Luft- und Raumfahrt (DLR) använder en modifierad B747SP för att bära teleskopet Stratospheric Observatory for Infrared Astronomy (SOFIA).

### 747SR
För den japanska inrikestrafiken byggdes också en ShortRange (SR)-modell som fick starkare konstruktion för att klara fler landnings- och startcykler. 29 exemplar av SR-modellen byggdes. Denna variant byggdes både av 100- och 300-serien.

### 747-300
År 1982 introducerades ytterligare en modell, 747-300, den första 747:an med förlängt överdäck, förutom de 747-100 som levererats i detta utförande. På denna modell hade man bytt ut spiraltrappan, som funnits på 747-100 och -200, mot en vanlig trappa.

### 747-400
Den första 747-400 byggdes 1988, och modellen tillverkades till december 2009. Modellen byggdes för passagerartrafik, frakt och kombi (frakt och passagerare samtidigt). En variant byggdes särskilt för den japanska inrikesmarknaden, 747-400D, och kan ta hela 568 passagerare. Corsair flyger 747 med plats för 582 passagerare.
747-400 känns lätt igen på sina karakteristiska winglets ytterst på vingarna. Dessa är till för att minska de ändvirvlar som hela tiden bildas vid vingspetsarna under flygning, och därmed minska det inducerade luftmotståndet.
Boeing har låtit tillverka en specialvariant för frakt som heter LCF, den är utvecklad för att flyga delar till Boeing 787 (Dreamliner)
ifrån Asien och Europa. Detta plan är också känt under namnet Dreamlifter.

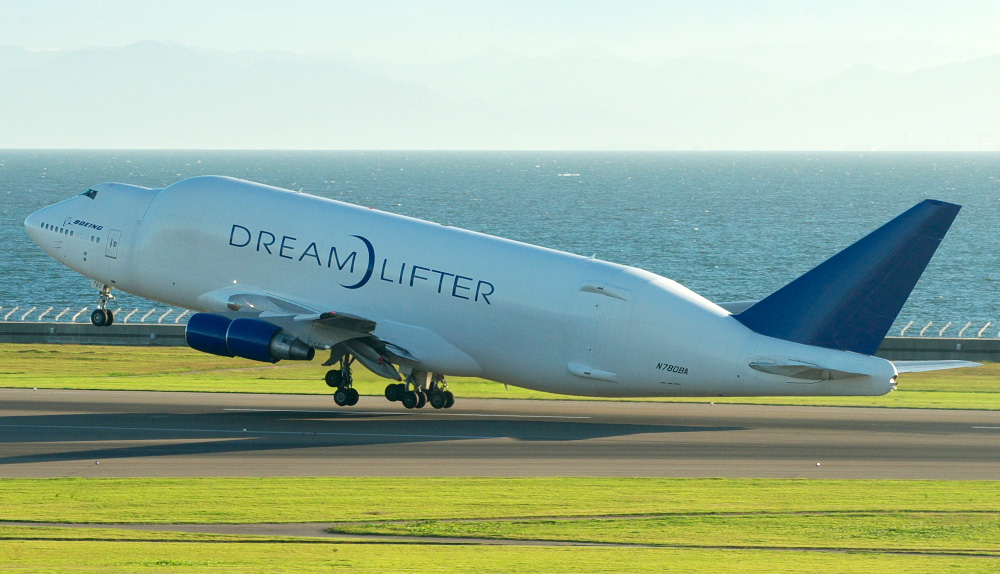
Ett Boeing 747LCF-plan lyfter.

Ett liknande plan är Airbus Beluga.

### 747-8
Modellen 747-8 är längre än alla tidigare Boeing 747 och finns både i en passagerarversion, 747-8I (747-8 Intercontinental), och i en fraktversion, 747-8F (747-8 Freighter), där fraktversionen levererades först. Första flygningen med 747-8F skedde  8 februari 2010, och totalt hade den flugit 33 timmar under 13 flygningar till den 13/3 2010. 747-8I hade sin roll out den 13 februari 2011 och flög för första gången den 20 mars samma år. Första 747-8I levererades till Lufthansa den 25 april 2012.
I 747-8 används samma förarkabin- och motorteknik som i Boeing 787. Volymmässigt ligger 747-8 mellan 747-400 och Airbus A380, men den är längre än båda.

### Flygtestning av B747-8F
I samband med flygtestning av B747-8F så upptäckte man problem med att de nya luckorna till landställen påverkar vingklaffarna när landstället är utfällda, detta har noterats på två av flygplanen . Tekniska problem har lett till att flygplanstypen blev försenad och inte levererades under 2010 som det ursprungligen var planerat. Istället levererades första flygplan oktober 2011. Totalt hade varianterna -F och -I i juli 2011 testflugits i 3 400.

## Militära modeller
De två 747:or som används av den amerikanske presidenten, Boeing VC-25A, måste nog anses vara de mest kända. VC-25A är baserad på den civila versionen av Boeing 747-200. De flygplanen kallas ofta Air Force One, trots att alla flygplan som tillhör USA:s flygvapen, som presidenten för tillfället flyger ombord på, bär det som anropssignal. Följaktligen är anropssignalen för det flygplan som USA:s vicepresident transporteras i Air Force Two. Dessa plan blev ännu mer kända efter att filmen Air Force One visats under 1990-talet.
Dessutom finns E-4B (National Airborne Operations Center), som ofta används av USA:s försvarsminister.
Två andra välkända 747:or tillhörande USA:s federala statsmakt är de två som användes för att transportera NASA:s rymdfärjor. Den ena är en 747-100 köpt från American Airlines och den andra en 747-100SR från Japan Airlines.
Det finns även ett antal andra stater som använder 747:an för att transportera sina statsöverhuvuden och andra viktiga personer, bland andra Bahrain, Iran, Japan, Oman, Qatar, Saudiarabien, Taiwan och Förenade arabemiraten.

## Fakta
- 747-400 består av sex miljoner delar (varav hälften är nitar) som tillverkas i 33 olika länder.
- En enda 747-motor producerar lika mycket dragkraft som två Boeing 707-motorer.
- I de tidiga modellerna av 747:an fanns 300 kg utarmat uran i främre delen av kroppen som barlast.[9]
- För att träna de första 747-piloterna att taxa planet från den högt placerade förarkabinen byggde man en träningsanordning som bestod av en förarkabin placerad på taket till en lastbil. Denna anordning kallades Waddells vagn efter Jack Waddell, en av testpiloterna under utvecklingen av 747:an.
- Färgen på en Boeing 747-400 väger ungefär 270 kg.[10]
- Ett av förslagen till konstruktion var att bygga ett plan med två hela däck, liknande Airbus A380. Idén skrotades i slutskedet av konstruktionen då man ansåg ett helt däck tillräckligt, både ur ekonomisk och säkerhetsmässig synpunkt.
- Det övre däcket i en 747 motsvarar ganska precis storleken av kabinen på en DC-3:a.
- 747-400 har 16 huvudlandningshjul under vingarna och kroppen och två framme vid nosen.
- 747-400 har en vingarea på 524,9 kvadratmeter. Det ryms cirka 45 medelstora bilar på den ytan.
- 747-flottan har flugit 3,5 miljarder människor världen över.[11]
- En 747-400 lyfter vid cirka 290 kilometer per timme och flyger sedan i 910 kilometer per timme och slutligen landar i 260 kilometer per timme.
- Diametern på en 747-motor är 2,6 meter.
- 747-400ER kan bära drygt 240 000 liter flygbränsle.
- Det finns 365 lampor, strömbrytare och indikatorer i den högteknologiska 747-400-modellen. I de tidigare modellerna var motsvarande antal 971.
- Boeing 747-400 kallas ofta Boeing B744, precis som den första versionen, Boeing 747-100, refereras till som Boeing B741.
- På Stockholm - Arlanda airport står en Boeing 747-212B ombyggd till vandrarhem [12]